# مهرداد سوم، پادشاه پنتوس
مهرداد سوم (۲۱۰–۱۹۰ ق. م)، چهارمین شاه پونت و پسر مهرداد دوم و لائودیس بود. او دو خواهر با نام لائودیس داشت که یکی از آنان همسر اول آنتیوخوس سوم بود. او در دوره‌ای نامعین (احتمالاً ۲۲۰–۱۸۳ ق. م) حکومت می‌کرد. او شهر سینوپ را تصرف کرد.
مهرداد سوم با یک شاهزادهٔ سلوکی به نام لائودیس ازدواج کرد و صاحب سه فرزند شد: مهرداد چهارم پنتوس، فارناک یکم پنتوس و لائودیس.